# Ржавогорлый цветоед
Ржавогорлый цветоед (лат. Dicaeum igniferum) — вид певчих птиц семейства цветоедовых. Подвидов не выделяют. Эндемик Малых Зондских островов.
Видовое название происходит от слова лат. ignifer — огненосный.

## Описание

### Внешний вид
Длина тела составляет около 9 см. Самец имеет ярко-красную спину, начиная от темени и до надхвостья, с лёгким фиолетовым отливом на спине. Лоб, передняя часть головы, бока шеи, крылья и хвост окрашены в пурпурно-чёрный цвет. Подбородок белый, горло и верхняя часть груди алые, а поперечная полоса на груди — чёрно-пурпурная. Остальное брюшко белое, с чёрной центральной полосой. Глаза тёмные, клюв чёрный, ноги чёрные.
Самка менее яркая, с менее выраженным глянцем, чем у самца. Лоб серовато-бурый, темя, верхняя часть спины и надхвостье — красные, а остальная часть спины и крылья — коричневые. Бока головы, нижняя часть горла и грудная полоса серовато-бурые, а остальное брюшко светлое.
Молодые птицы похожи на самку, но красный цвет у них ограничивается только надхвостьем. Клюв полностью светлый, темнеющий к концу.
Ранее выделявшийся подвид cretum, предположительно чуть крупнее номинативного и отличавшийся более широкой чёрной полосой на груди у самца, теперь считается неотличимым от D. i. igniferum.

### Голос
Позывка — быстро повторяющееся, тонкое, высокочастотное «see-saw». Песня представляет собой очень быстрый, нисходящий ряд коротких, тонких и сухих звуков, продолжающийся около 6 секунд.

## Распространение
Является эндемиком Малых Зондских островов в Индонезии. В своём ареале является широко распространённым и обычным видом. Точные данные о численности мировой популяции отсутствуют, однако нет свидетельств её снижения или наличия серьёзных угроз.
Обитает в различных типах лесов, включая полулиственные, деградированные и вторичные леса, прибрежные муссонные заросли, а также на открытых территориях с редкими деревьями, в сельскохозяйственных районах и на опушках лесов. Встречается на высоте от уровня моря до 1730 м, но чаще всего — ниже 800 м.

## Биология
Рацион, вероятно, включает фрукты, пыльцу и нектар растений из семейства ремнецветников. Кормится поодиночке, парами или небольшими группами, а также присоединяется к смешанным стаям птиц.
О размножении информации нет.